# Municipio de Linville (condado de Burke)
Linville Township es una subdivisión territorial del condado de Burke, Carolina del Norte, Estados Unidos. Según el censo de 2020, tiene una población de 1782 habitantes.
Tiene un código de clase Z1, que implica que no está en funcionamiento (non-functioning county subdivision). Los datos son mantenidos por la Oficina del Censo a efectos exclusivamente estadísticos.

## Geografía
La subdivisión se localiza en las coordenadas 35°46′18″N 81°53′13″O / 35.77167, -81.88694 (35.771544, -81.870395).